# Leela Hazzah
Leela Hazzah est une biologiste de la conservation égyptienne qui travaille au Kenya et en Tanzanie. Hazzah a grandi en Égypte et a achevé ses études de premier cycle et d'études supérieures aux États-Unis. En 2007, Hazzah lance le groupe pour la conservation du lion, Lion Guardians, qui s'emploie à protéger les lions en Afrique de l'Est, en liaison avec les autochtones, les Maasaï. En 2014, Hazzah a été nommé l'une des "Top ten héros" de 2014 de CNN.

## Enfance et éducation
Hazzah a grandi en Égypte. Enfant, les membres de sa famille lui a raconté des histoires où l'on écoutait les rugissements des lions depuis le toit de leur maison, chose qui n'était plus possible parce que les lions ont disparu d'Egypte. Hazzah établit que d'avoir écouté cette histoire l'a inspirée à consacrer sa carrière à la préservation du lion. Elle a obtenu en 2002 son Baccalauréat en Biologie de l'Université Denison à Granville, dans l'Ohio aux Etats-Unis. Tout en obtenant son diplôme de Maîtrise en Biologie de la conservation, Hazzah effectue des recherches au Kenya, où elle a vu les difficultés de préservation du lion. Elle poursuit ses études à l'Université du Wisconsin à Madison, où elle obtient un doctorat. Ses recherches ont porté sur les raisons de l'augmentation récente des meurtres de lions.

## Les Gardiens du Lion
Hazzah vit avec les autochtones Maasaï durant une année, étudiant leur relation avec les lions,, tout en travaillant pour le groupe "Living with Lions". Hazzah vit dans la région limitrophe du Chyulu Hills National Park (en) et participe à la vie quotidienne de la communauté Maasaï. Le meurtre d'un lion est un rite de passage pour les jeunes hommes Maasaï. Les Maasaï ont une relation complexe avec les lions, les lions tuent le bétail des Maasai, mais les Maasai apprécient les lions pour leur beauté,. 
Les Lions sont menacés partout dans leur habitat en Afrique de l'Est, notamment dans le Parc national d'Amboseli, auquel Hazzah consacre une grande partie de son travail,. En 2007, Hazzah décide de tenter de persuader et d'enseigner aux Maasaï les avantages potentiels de la préservation du lion et ses leçons se sont avérées être très populaires chez les Massaï. L'idée que les chasseurs eux-mêmes sont les mieux placés pour protéger les lions provient à l'origine d'un groupe de chasseurs avec qui Hazzah avait travaillé.
De cet effort est née l'organisation à but non lucratif les "Gardiens du Lion". L'organisation embauche des guerriers Maasaï comme protecteurs à plein temps du lion. Elle leur donne également une formation sur le terrain, parfois en plus de leur apprendre à lire et à écrire. Hazzah a déclaré qu'elle « n'avait jamais imaginé quand nous avons commencé avec Lion Guardians que nous aurions pu transformer ces tueurs au point où ils risquent leur propre vie pour empêcher d'autres personnes de tuer les lions. ». Le programme a augmenté rapidement, passant de cinq tuteurs de lion en 2007 à 40 en 2013. L'organisation a contribué à la réduction du conflit homme-animal au Kenya et en Tanzanie et la population de lions dans la région montre de nombreux signes de reprise. Hazzah a déclaré qu'une partie de son succès est due au fait de faire évoluer les valeurs traditionnelles que les Massaï associaient à l'assassinat des lions vers la protection des lions à la place. L'organisation fait partie du réseau "Vivre avec les Lions". En plus du suivi et de la surveillance des populations de lions, il assure également le suivi des troupeaux de bovins, qui sont souvent la proie des lions, qui sont alors tués par les éleveurs.

## Prix et distinctions
En 2014, Hazzah a été désignée l'une des "Top ten héros" de l'année de CNN. Elle a reçu le "Young Women Conservation Biology Award" de la Société pour la Biologie de la Conservation, et a également reçu plusieurs autres prix et bourses.